# 술레만 두카라
술레만 두카라(프랑스어: Souleymane Doukara, 1991년 9월 29일 ~)는 TFF 1. 리그의 겐츨레르비를리이에서 뛰는 프랑스 출신의 모리타니 축구 선수이다.